# Cinema (chanson de Benny Benassi)
Singles de Benny Benassi
Beautiful People
(2011) Close To Me
(2011)
Pistes de Electroman
House Music
(6) Electroman
(8)
Cinema est une chanson du dj producteur italien Benny Benassi en collaboration avec Gary Go. Sorti en mars 2011 sous le label Ultra Records et All Around the World, le single est extrait du 4e album studio de Benny Benassi Electroman. La chanson est écrite par Gary Go, Benny Benassi et Alle Benassi, produit par Marco "Benny" Benassi et Alle Benassi. Cette chanson fait partie de la B.O de Need for Speed: Hot Pursuit.

## Liste des pistes
| 1. | Cinema (Radio Edit)                        | 3:03 |
| 2. | Cinema (Extended Mix)                      | 4:55 |
| 3. | Cinema (Skrillex UK Radio Edit)            | 3:24 |
| 4. | Cinema (Alex Gaudino & Jason Rooney Remix) | 8:16 |
| 5. | Cinema (Laidback Luke Remix)               | 6:08 |
| 6. | Cinema (Congorock Remix)                   | 5:58 |
| 7. | Cinema (DJ Mazza Club Mix)                 | 6:02 |

## Classement par pays
| Classement (2011)              | Meilleure position |
| ------------------------------ | ------------------ |
| Australie (ARIA)               | 28                 |
| Canada (Canadian Hot 100)      | 89                 |
| Écosse (OCC)                   | 14                 |
| Nouvelle-Zélande (RMNZ)        | 13                 |
| Pays-Bas (Single Top 100)      | 94                 |
| Royaume-Uni (UK Dance Chart)   | 6                  |
| Royaume-Uni (UK Singles Chart) | 20                 |

## Historique de sortie
| Pays        | Date            | Format                 | Label                |
| ----------- | --------------- | ---------------------- | -------------------- |
| Royaume-Uni | 24 juillet 2011 | Téléchargement Digital | All Around the World |